# Wu-č’-šan
Wu-č’-šan (čínsky pchin-jinem Wǔzhǐshān, znaky 五指山; česky Hora Pěti prstů) je nejvyšší pohoří a zároveň nejvyšší hora ostrovní provincie Chaj-nan.
Pohoří se nachází v jižní a centrální části ostrova Chaj-nan a táhne se z jihozápadu na severovýchod. V severojižním směru je dlouhé zhruba 40 km a ze západu na východ je široké přibližně 30 km. V pohoří je 17 vrcholů, jejichž nadmořská výška přesahuje 1000 m. Ačkoliv se pohoří nachází na ostrově, který je od čínské pevniny oddělen Chajnanským průlivem, tak vzhledem ke svému geomorfologickému vývoji bývá řazen k vnitřně heterogennímu celku Jihočínské hornatiny.
Nejvyšším vrcholem je stejnojmenná hora dosahující výšky 1840 m n. m.
Oblast pohoří Wu-č’-šan je obývána autochtonním etnikem Li. V nížinách se nacházejí zachovalé bambusové lesy, ve vyšších polohách se mění v tropický horský prales. Vrchol sestává z pěti masivních pískovcových skal, což dalo vzniknout názvu pohoří, respektive hory.

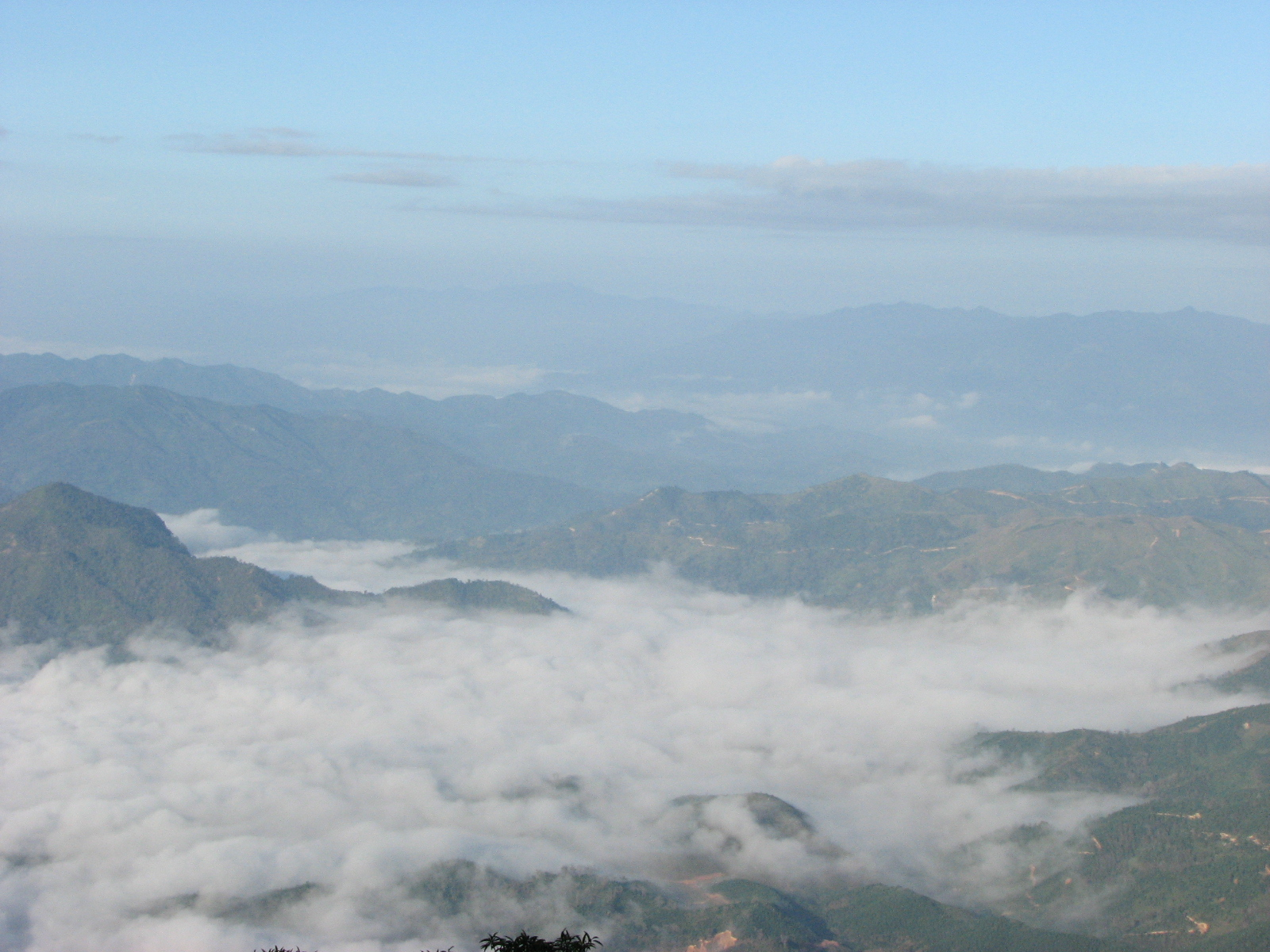
Pohoří Wu-č'
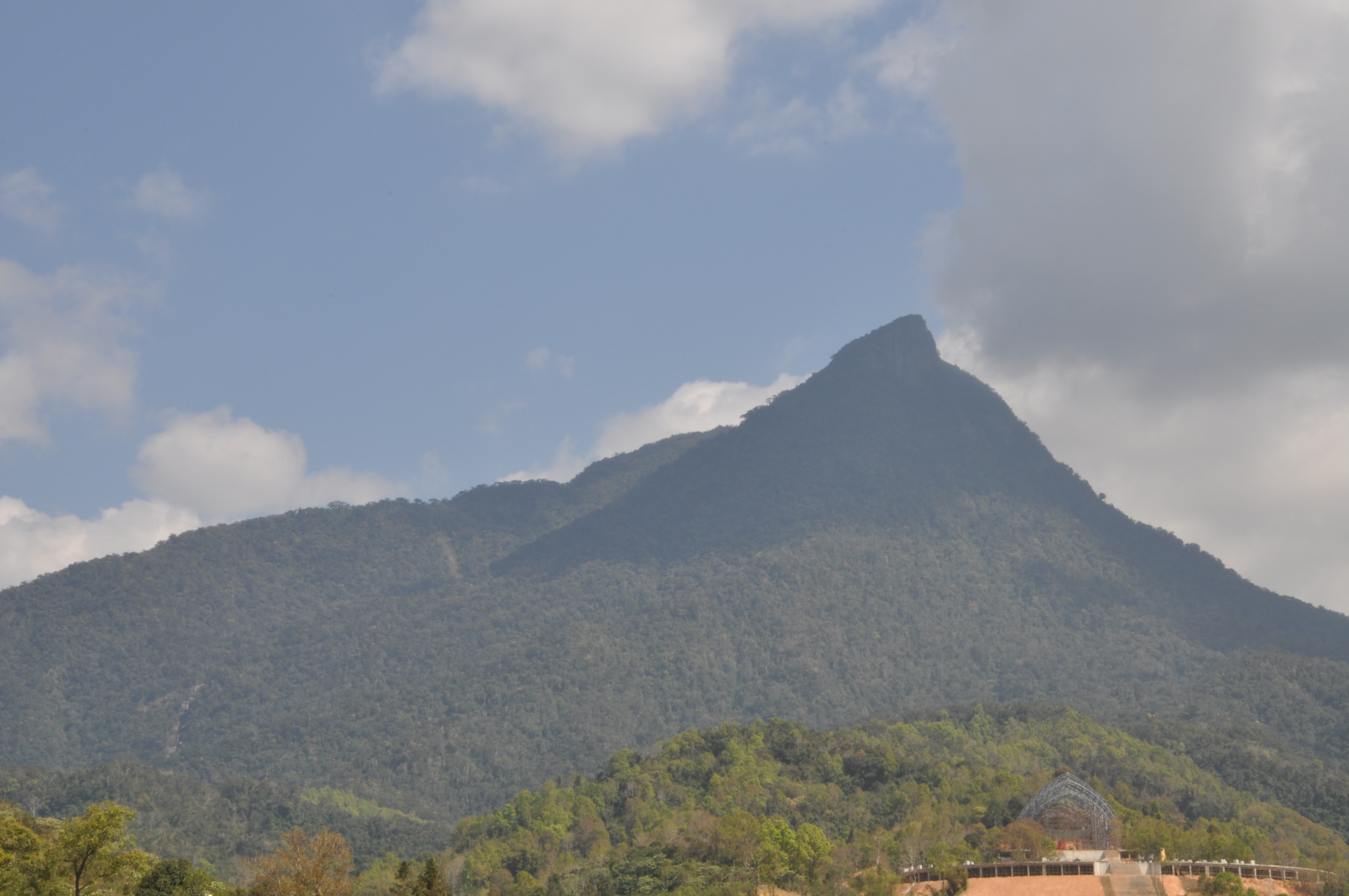
Vrchol Wu-č'-šan
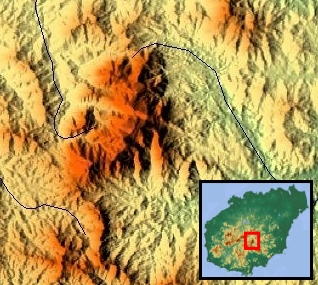
Vrchol Wu-č'-šan na topografické mapě